# Mạng Utrecht
Mạng Utrecht là 1 mạng lưới đại học Châu Âu được thành lập năm 1987. Mạng lưới thúc đẩy tính quốc tế hóa của Đại học – Cao đẳng thông qua các khóa học hè, chương trình trao đổi sinh viên, đội ngũ và các chứng chỉ văn bằng chung.

## Các thành viên mạng lưới
| Áo - Đại học Graz Bỉ - Đại học Antwerp Cộng hòa Séc - Đại học Masaryk Đan Mạch - Đại học Aarhus Estonia - Đại học Tartu Phần Lan - Đại học Helsinki Pháp - Đại học Lille Nord de France - Đại học Khoa học và Công nghệ Lille - Đại học Sức khỏe và Luật Lille 2 - Charles de Gaulle University – Lille III - Đại học Strasbourg Đức - Ruhr University Bochum - Đại học Leipzig Hy Lạp - Đại học Thessaloniki Aristotle Hungary - Đại học Eötvös Loránd Ireland - Đại học Cao đẳng Cork Ý - Đại học Bologna Latvia - Đại học Latvia |  | Litva - Đại học Vilnius Malta - Đại học Malta Hà Lan - Trường nghệ thuật Utrecht - Đại học Utrecht Na Uy - Đại học Bergen Ba Lan - Đại học Jagiellonia Bồ Đào Nha - Đại học Coimbra România - Alexandru Ioan Cuza University Slovakia - Đại học Comenius ở Bratislava Slovenia - Đại học Ljubljana Tây Ban Nha - Complutense Đại học Madrid - Đại học Valencia Thụy Điển - Đại học Lund Thụy Sĩ - Đại học Basel Thổ Nhĩ Kỳ - Đại học Boğaziçi Anh Quốc - Queen's University Belfast - Đại học Hull |